# Kanurennsport-Europameisterschaften 1999
Die Kanurennsport-Europameisterschaften 1999 fanden in Zagreb in Kroatien statt. Es waren die 12. Europameisterschaften, Ausrichter war der Europäische Kanuverband ECA. Es war die zweite Ausgabe der Wettkämpfe unter Leitung des ECA.

## Ergebnisse
Insgesamt wurden Wettbewerbe in 26 Kategorien ausgetragen, davon 8 für Frauen.

### Herren

#### Kanadier
| Disziplin | Disziplin | Gold                                                                         | Leistung     | Silber                                                              | Leistung     | Bronze                                                                            | Leistung     |
| --------- | --------- | ---------------------------------------------------------------------------- | ------------ | ------------------------------------------------------------------- | ------------ | --------------------------------------------------------------------------------- | ------------ |
| C1        | 200 m     | Maxim Opalew                                                                 | 40,425 s     | Martin Doktor                                                       | 40,585 s     | Slavomír Kňazovický                                                               | 40,775 s     |
| C1        | 500 m     | Maxim Opalew                                                                 | 1:49,810 min | Martin Doktor                                                       | 1:51,160 min | Gábor Furdok                                                                      | 1:53,070 min |
| C1        | 1000 m    | Maxim Opalew                                                                 | 3:52,363 min | Martin Doktor                                                       | 3:55,053 min | Paweł Baraszkiewicz                                                               | 3:56,263 min |
| C2        | 200 m     | PolenDaniel Jędraszko Paweł Baraszkiewicz                                    | 37,851 s     | RumänienIonel Averian Mitică Pricop                                 | 38,031 s     | TschechienPetr Procházka Jan Břečka                                               | 38,341 s     |
| C2        | 500 m     | RumänienFlorin Popescu Gheorghe Andriev                                      | 1:42,103 min | RusslandAlexander Kowaljow Alexander Kostoglod                      | 1:42,283 min | SpanienJosé Alfredo Bea David Mascato                                             | 2:43,883 min |
| C2        | 1000 m    | RusslandAlexander Kowaljow Alexander Kostoglod                               | 3:37,802 s   | RumänienFlorin Popescu Gheorghe Andriev                             | 3:38,352 min | DeutschlandPeter John Patrick Schulze                                             | 3:41,062 min |
| C4        | 200 m     | TschechienJan Břečka Petr Fuksa Karel Kožíšek Petr Procházka                 | 35,649 s     | RumänienIonel Averian Gheorghe Andriev Florin Popescu Mitică Pricop | 35,809 s     | RusslandAlexei Wolkonski Konstantin Fomitschow Alexander Kostoglod Ignat Kowaljow | 35,979 s     |
| C4        | 500 m     | RusslandKonstantin Fomitschow Alexei Wolkonski Ignat Kowaljow Andrei Kabanow | 1:31,868 min | RumänienGheorghe Andriev Florin Popescu Mitică Pricop Florin Huidu  | 1:31,866 min | TschechienPetr Fuksa Petr Netušil Viktor Jiráský Jan Macháč                       | 1:33,176 min |
| C4        | 1000 m    | RusslandKonstantin Fomitschow Alexei Wolkonski Ignat Kowaljow Andrei Kabanow | 3:17,597 min | RumänienChiriac Marcov Mitică Pricop Samil Grigore Iosif Anisim     | 3:19,227 min | UkraineNikolay Dimakov Dmytro Sabin Roman Bunds Leonid Kamlotschuk                | 3:19,247 min |

#### Kajak
| Disziplin | Disziplin  | Gold                                                                       | Leistung     | Silber                                                                           | Leistung     | Bronze                                                               | Leistung     |
| --------- | ---------- | -------------------------------------------------------------------------- | ------------ | -------------------------------------------------------------------------------- | ------------ | -------------------------------------------------------------------- | ------------ |
| K1        | 200 Meter  | Michael Kolganov                                                           | 35,908 s     | Ognjen Filipović                                                                 | 36,018 s     | Pavel Hottmar                                                        | 36,228 s     |
| K1        | 500 Meter  | Petar Merkow                                                               | 1:39,098 min | Grzegorz Kotowicz                                                                | 1:39,418 min | Michael Kolganov                                                     | 1:39,498 min |
| K1        | 1000 Meter | Ákos Vereckei                                                              | 3:32,741 min | Babak Amir-Tahmasseb                                                             | 3:33,551 min | Michael Kolganov                                                     | 3:34,181 min |
| K2        | 200 Meter  | PolenMarek Twardowski Adam Wysocki                                         | 33,515 s     | NorwegenNils Olav Fjeldheim Andreas Gjersøe                                      | 33,975 s     | RusslandSergei Werlin Anatoli Tischtschenko                          | 33,985 s     |
| K2        | 500 Meter  | PolenMarek Twardowski Adam Wysocki                                         | 1:28,852 min | UngarnÁkos Vereckei Zoltán Kammerer                                              | 1:29,362 min | SlowakeiJuraj Bača Michal Riszdorfer                                 | 1:29,962 min |
| K2        | 1000 Meter | SlowakeiJuraj Bača Michal Riszdorfer                                       | 3:12,259 min | UngarnÁkos Vereckei Zoltán Kammerer                                              | 3:14,169 min | PolenMarek Twardowski Adam Wysocki                                   | 3:14,709 min |
| K4        | 200 Meter  | RusslandWitali Gankin Alexander Iwanik Andrei Tissin Roman Sarubin         | 31,269 s     | UkraineAndrij Borsukow Mychajlo Lutschnik Oleksij Sliwinskyj Mykola Sajtschenkow | 31,969 s     | SlowakeiMartin Chorváth Jan Divinec Andrej Wiebauer Rastislav Kužel  | 31,999 s     |
| K4        | 500 Meter  | RusslandAlexander Iwanik Witali Gankin Roman Sarubin Andrei Tissin         | 1:20,688 min | BulgarienPetar Merkow Andrian Duschew Milko Kasanow Petar Sibinkić               | 1:22,258 min | RumänienSorin Petcu Vasile Curuzan Marian Sîrbu Romică Şerban        | 1:22,558 min |
| K4        | 1000 Meter | PolenGrzegorz Kotowicz Adam Seroczyński Dariusz Białkowski Marek Witkowski | 2:55,199 min | BulgarienMilko Kasanow Andrian Duschew Petar Sibinkić Petar Merkow               | 2:56,049 min | SlowakeiAndrej Wiebauer Juraj Kadnár Martin Chorváth Rastislav Kužel | 2:57,499 min |

### Frauen

#### Kajak
| Disziplin | Disziplin  | Gold                                                                            | Leistung     | Silber                                                                | Leistung     | Bronze                                                                          | Leistung     |
| --------- | ---------- | ------------------------------------------------------------------------------- | ------------ | --------------------------------------------------------------------- | ------------ | ------------------------------------------------------------------------------- | ------------ |
| K1        | 200 Meter  | Josefa Idem                                                                     | 41,322 s     | Rita Kőbán                                                            | 41,582 s     | Belen Sanchez                                                                   | 42,462 s     |
| K1        | 500 Meter  | Josefa Idem                                                                     | 1:51,072 min | Katalin Kovács                                                        | 1:52,302 min | Elżbieta Urbańczyk                                                              | 1:52,832 min |
| K1        | 1000 Meter | Josefa Idem                                                                     | 3:55,459 min | Katalin Kovács                                                        | 3:56,809 min | Elżbieta Urbańczyk                                                              | 3:58,319 min |
| K2        | 200 Meter  | PolenAneta Pastuszka-Konieczna Beata Sokołowska-Kulesza                         | 39,454 s     | UngarnErzsébet Viski Szilvia Szabó                                    | 40,245 s     | RusslandNatalja Guli Elena Tissina                                              | 40,374 s     |
| K2        | 500 Meter  | PolenAneta Pastuszka-Konieczna Beata Sokołowska-Kulesza                         | 1:40,757 min | UngarnKatalin Kovács Szilvia Szabó                                    | 1:41,507 min | SpanienIzaskun Aramburu Beatriz Manchón                                         | 1:42,607 min |
| K2        | 1000 Meter | PolenAneta Pastuszka-Konieczna Beata Sokołowska-Kulesza                         | 3:38,579 min | UngarnAndrea Barócsi Katalin Kovács                                   | 3:38,819 min | RumänienSanda Toma Elena Radu                                                   | 3:40.429 min |
| K4        | 200 Meter  | RusslandGalina Porywajewa Natalja Guli Tatjana Tischtschenko Olga Tischtschenko | 35,959 s     | UngarnErzsébet Viski Szilvia Szabó Kinga Bóta Katalin Kovács          | 36,459 s     | TschechienKaterina Hlucha Milena Pergnerová Šárka Borkovcová Barbora Futerova   | 36,949 s     |
| K4        | 500 Meter  | UngarnKatalin Kovács Szilvia Szabó Kinga Bóta Erzsébet Viski                    | 1:35,126 min | SpanienBelén Sánchez Ana María Penas Beatriz Manchón Izaskun Aramburu | 1:36,796 min | RusslandGalina Porywajewa Tatjana Tischtschenko Olga Tischtschenko Natalja Guli | 1:37,506 min |

## Medaillenspiegel
| Platz  | Land           | Gold | Silber | Bronze | Gesamt |
| ------ | -------------- | ---- | ------ | ------ | ------ |
| 1      | Russland       | 9    | 1      | 4      | 14     |
| 2      | Polen          | 7    | 1      | 4      | 12     |
| 3      | Italien        | 3    | 0      | 0      | 3      |
| 4      | Ungarn         | 2    | 9      | 1      | 12     |
| 5      | Rumänien       | 1    | 5      | 2      | 8      |
| 6      | Tschechien     | 1    | 3      | 4      | 8      |
| 7      | Bulgarien      | 1    | 2      | 0      | 3      |
| 8      | Slowakei       | 1    | 0      | 4      | 5      |
| 9      | Israel         | 1    | 0      | 2      | 3      |
| 10     | Spanien        | 0    | 1      | 3      | 4      |
| 11     | Ukraine        | 0    | 1      | 1      | 2      |
| 12     | BR Jugoslawien | 0    | 1      | 0      | 1      |
| 12     | Frankreich     | 0    | 1      | 0      | 1      |
| 12     | Norwegen       | 0    | 1      | 0      | 1      |
| 15     | Deutschland    | 0    | 0      | 1      | 1      |
| Gesamt |                | 26   | 26     | 26     | 78     |